# Kimura Hiroaki
Hiroaki Kimura (sinh ngày 26 tháng 2 năm 1972) là một cầu thủ bóng đá người Nhật Bản.

## Sự nghiệp câu lạc bộ
Hiroaki Kimura đã từng chơi cho Yokohama Marinos.